# 都市再生特別地区
都市再生特別地区（としさいせいとくべつちく）は都市計画法による地域地区の一つで、都市再生特別措置法（2002年（平成14年）施行）により創設された。同法令により指定された都市再生緊急整備地域内において、都市の再生に貢献し既存の用途地域や容積率、高さなどの規制によらない高度利用（自由度の高い土地の有効活用）を必要とする区域などを対象とするもので、各都道府県の都市計画によって決定される。また、提案制度により都市開発事業者が提案することも可能である。

## 経緯
小泉内閣が推進した「都市再生」プロジェクトの一環で創設された制度で、民間が進めていた都心部の再開発に対応するものである。
2003年（平成15年）2月に大阪市中央区心斎橋筋1丁目（百貨店そごうの建替え）、名古屋市中村区名駅4丁目（豊田ビル、毎日ビルの共同建替え、ミッドランドスクエアの建設）の特区が告示された。東京都における第1号は、翌年1月に告示された品川区の大崎駅西口（明電舎工場跡地、ThinkParkの整備）であった。

## 定義など
都市計画法
- 第8条（地域地区）第1項第4号の2

都市再生特別措置法（平成十四年法律第二十二号）第三十六条第一項の規定による都市再生特別地区。
都市再生特別措置法
- 第36条（都市再生特別地区）

都市再生緊急整備地域のうち、都市の再生に貢献し、土地の合理的かつ健全な高度利用を図る特別の用途、容積、高さ、配列等の建築物の建築を誘導する必要があると認められる区域については、都市計画に、都市再生特別地区を定めることができる。
建築基準法
- 第60条の2（都市再生特別地区）

都市再生特別地区内においては、建築物の容積率及び建ぺい率、建築物の建築面積（同一敷地内に二以上の建築物がある場合においては、それぞれの建築面積）並びに建築物の高さは、都市再生特別地区に関する都市計画において定められた内容に適合するものでなければならない。（後略）

## 都市計画に定める事項
- 地域地区の種類（都市再生特別地区）、位置、区域、面積
- 建築物その他の工作物（建築物等）の誘導すべき用途（当該地区の指定の目的のために必要な場合）
- 建築物の容積率の最高限度（400%以上のものに限る）及び最低限度
- 建築物の建ぺい率の最高限度
- 建築物の建築面積の最低限度
- 建築物の高さの最高限度
- 壁面の位置の制限

## 都市計画決定現況
本節では都市再生緊急整備地域ごとに都市再生特別地区を列挙する。2018年（平成30年）4月1日時点で、53地域87地区が決定済みである（解除済みは含まず）。

### 北海道・東北地方
札幌都心地域 （旧：札幌駅・大通駅周辺地域、札幌北4条東6丁目周辺地域）
- 北3西4地区（日本生命札幌ビル）
- 北2西4地区（札幌三井JPビルディング）
- 南2西3南西地区（moyuk SAPPPORO）
- 北1西1地区（さっぽろ創生スクエア）
- 北4西3地区（北4西3地区第一種市街地再開発事業）

仙台駅西・一番町地域
- 一番町三丁目南地区（仙台ファーストタワー）
- 中央一丁目広瀬通地区（東京建物仙台ビル）
- 中央四丁目東二番丁通地区（アーバンネット仙台中央ビル）
- 一番町三丁目七番地区（一番町三丁目七番地区市街地再開発）
- 国分町三丁目一番地区（(仮称)仙台第一生命ビルディング建替え計画）

### 関東地方
東京都心・臨海地域 （旧：東京駅・有楽町駅周辺地域、環状二号線新橋・赤坂・六本木地域、東京臨海地域）
- 丸の内1-1地区（丸の内トラストシティ）
- 丸の内一丁目1-12地区（鉄鋼ビルディング）
- 丸の内2-1地区（丸の内パークビルディング）
- 丸の内二丁目7地区（JPタワー）
- 大手町一丁目1地区（大手町ホトリア）
- 大手町一丁目6地区（大手町タワー）
- 大手町地区（第1次:日本経済新聞社東京本社ビル・JAビル・経団連会館、第2次:大手町フィナンシャルシティ、第3次:大手町フィナンシャルシティグランキューブ
- 京橋二丁目3地区（京橋エドグラン）
- 京橋二丁目16地区（清水建設新本社ビル）
- 京橋三丁目1地区（東京スクエアガーデン）
- 銀座四丁目6地区（三越銀座店増床）
- 銀座四丁目12地区（歌舞伎座タワー）
- 銀座六丁目10地区（GINZA SIX）
- 日本橋室町東地区（日本橋室町東地区開発）
- 日本橋二丁目地区（東京日本橋タワー・髙島屋など）
- 日本橋一丁目中地区
- 浜松町二丁目4地区（日本生命浜松町クレアタワー）
- 日比谷地区（東京ミッドタウン日比谷）
- 虎ノ門二丁目地区
- 丸の内三丁目10地区（丸の内3-2計画）
- 竹芝地区
- 虎ノ門四丁目地区
- 虎ノ門一丁目3・17地区（虎ノ門ヒルズビジネスタワー・東京虎ノ門グローバルスクエア）
- 虎ノ門・麻布台地区（麻布台ヒルズ）
- 虎ノ門一・二丁目地区（虎ノ門ヒルズステーションタワー）
- 大手町一丁目2地区（OH-1計画）
- 八重洲一丁目6地区
- 八重洲二丁目1地区
- 八重洲二丁目中地区
- 京橋一丁目東地区
- 芝浦一丁目地区（BLUE FRONT SHIBAURA）

秋葉原・神田地域
- 神田駿河台三丁目9地区（三井住友海上駿河台新館）
- 神田駿河台四丁目6地区（御茶ノ水ソラシティ）
- 淡路町二丁目西部地区（ワテラス）

新宿駅周辺地域
- 西新宿一丁目7地区（モード学園コクーンタワー）
- 歌舞伎町一丁目地区（東急歌舞伎町タワー）

大崎駅周辺地域
- 大崎駅西口A地区（大崎ウエストシティタワーズ）
- 大崎駅西口E東地区（ThinkPark）
- 北品川五丁目第1地区（パークシティ大崎）

渋谷駅周辺地域
- 渋谷二丁目21地区（渋谷ヒカリエ）
- 渋谷駅地区
- 渋谷三丁目21地区（渋谷ストリーム）
- 桜丘町1地区
- 宇田川町15地区（渋谷パルコ）

横浜山内ふ頭地域
- 山内ふ頭周辺地区

横浜都心・臨海地域
- 横浜駅西口駅前地区
- 横浜駅きた西口鶴屋地区
- 海岸通り地区
- みなとみらい21中央地区52街区地区[7]

千葉駅周辺地域
- 千葉駅西口地区

### 中部地方
岐阜駅北・柳ヶ瀬通周辺地域
- 日ノ出町二丁目地区

浜松駅周辺地域
- 浜松駅前旭・砂山地区
- ※鍛冶町地区は2011年（平成23年）4月1日廃止 [8]

名古屋駅周辺・伏見・栄地域 （旧：名古屋駅東地域）
- ささしまライブ24地区
- 名駅一丁目1番地区
- 名駅三丁目27番地区
- 名駅四丁目7番地区
- 名駅四丁目10番地区
- 名駅四丁目27番地区

### 近畿地方
大阪駅周辺・中之島・御堂筋周辺地域
- 心斎橋筋一丁目地区（大丸心斎橋店北館・本館）
- 淀屋橋地区（淀屋橋odona）
- 角田町地区（梅田阪急ビル）
- 梅田一丁目地区（大阪梅田ツインタワーズ・サウス）
- 梅田二丁目地区（ブリーゼタワー）
- 大阪駅地区（大阪ステーションシティ）
- 大阪駅西地区（JPタワー大阪）
- 大阪駅北地区（グランフロント大阪）
- 大深町地区（ヨドバシ梅田）
- 西本町一丁目地区（オリックス本町ビル）
- 本町三丁目南地区（本町ガーデンシティ）
- 小松原町地区（大阪富国生命ビル）
- 中之島四つ橋筋地区（中之島フェスティバルタワー）
- 今橋三丁目地区（日本生命東館）
- 伏見町三丁目地区（三菱UFJ銀行大阪ビル）
- 淀屋橋駅西地区（淀屋橋駅西地区第一種市街地再開発事業）
- 淀屋橋駅東地区（淀屋橋ステーションワン）
- うめきた2期中央地区（グラングリーン大阪）
- 堂島浜一丁目地区（大阪堂島浜タワー）
- 平野町四丁目地区（大阪瓦斯ビルヂング）

難波・湊町地域
- 難波五丁目地区（なんばスカイオ）

阿倍野地域
- 阿倍野筋一丁目地区（あべのハルカス）

大阪城公園周辺地域
- 大手前一丁目地区

高槻駅周辺地域
- 大学町地区

神戸三宮駅周辺・臨海地域 （旧：神戸三宮駅南地域）
- 三宮駅前第1地区
- 新港町西地区

### 中国・四国・九州地方
広島駅周辺地域
- 広島駅南口Bブロック
- 広島駅南口Cブロック
- 若草町第一地区、第二地区

高松駅周辺・丸亀町地域
- 高松丸亀町商店街A街区及び内町街区
- 高松丸亀町商店街G街区

小倉駅周辺地域
- 小倉駅南口東